# Antonina do Norte
Antonina do Norte (en español: Antonina del Norte) es un municipio brasilero del estado de Ceará, localizado en la microrregión Várzea Alegre, mesorregión del Centro-sur Cearense. Su población estimada en 2004 era de 7.239 habitantes.

## Etimología
Su denominación original fue Moncambo y, desde 1958, Antonina del Norte.

## Historia
Tras el descubrimiento de las tierras entre los cursos de agua Arroyo Concepción y São Pedro, región que inicialmente estaba habitada por los indios Jucá, surge como núcleo urbano en el siglo XIX.

## Geografía

### Clima
Tropical caliente semiárido en todo el territorio con un promedio de lluvias media de 572,4 mm con lluvias concentradas de enero a abril.

### Hidrografía
Los principales cursos de agua son: Arroyo Concepción y São Pedro.

### Relieve y suelos
Las principales elevaciones son: Sierras de los Bastiões.

### Vegetación
Compuesta por caatinga arbustiva abierta y vegetación caducifolia espinosa.

### Subdivisión
El municipio tiene tres distritos: Antonina del Norte (ciudad), Taboleiro y Vila Luziana (Várzea Nova).

## Economía
- Agricultura: algodón arbóreo y herbáceo, banana, maíz, arroz y frijol.
- Ganadería: bovinos, porcinos y avícola.
- Industria: tiene tres industrias, una de productos minerales no metálicos, una de productos alimenticios y la tercera de madera.

## Cultura
El principal evento cultural es la fiesta del patrono, San Antonio (13 de junio).

## Política
La administración municipal se localiza en la capital, Antonina del Norte.